# فرناندو غاسبار
فرناندو غاسبار (بالبرتغالية: Fernando Gaspar‏) هو رسام برتغالي، ولد في 10 مارس 1966.